# 纳斯帕斯
纳斯帕斯（英語：Naspers）是一个基础广泛的跨国互联网與媒体集团，在全球130多个国家提供服务。其主要业务是互联网通讯（分类广告、网上购物、市场、在线支付與在线服务）、影音娱乐，以及印刷媒体。

## 歷史

### De Nationale Pers Beperkt

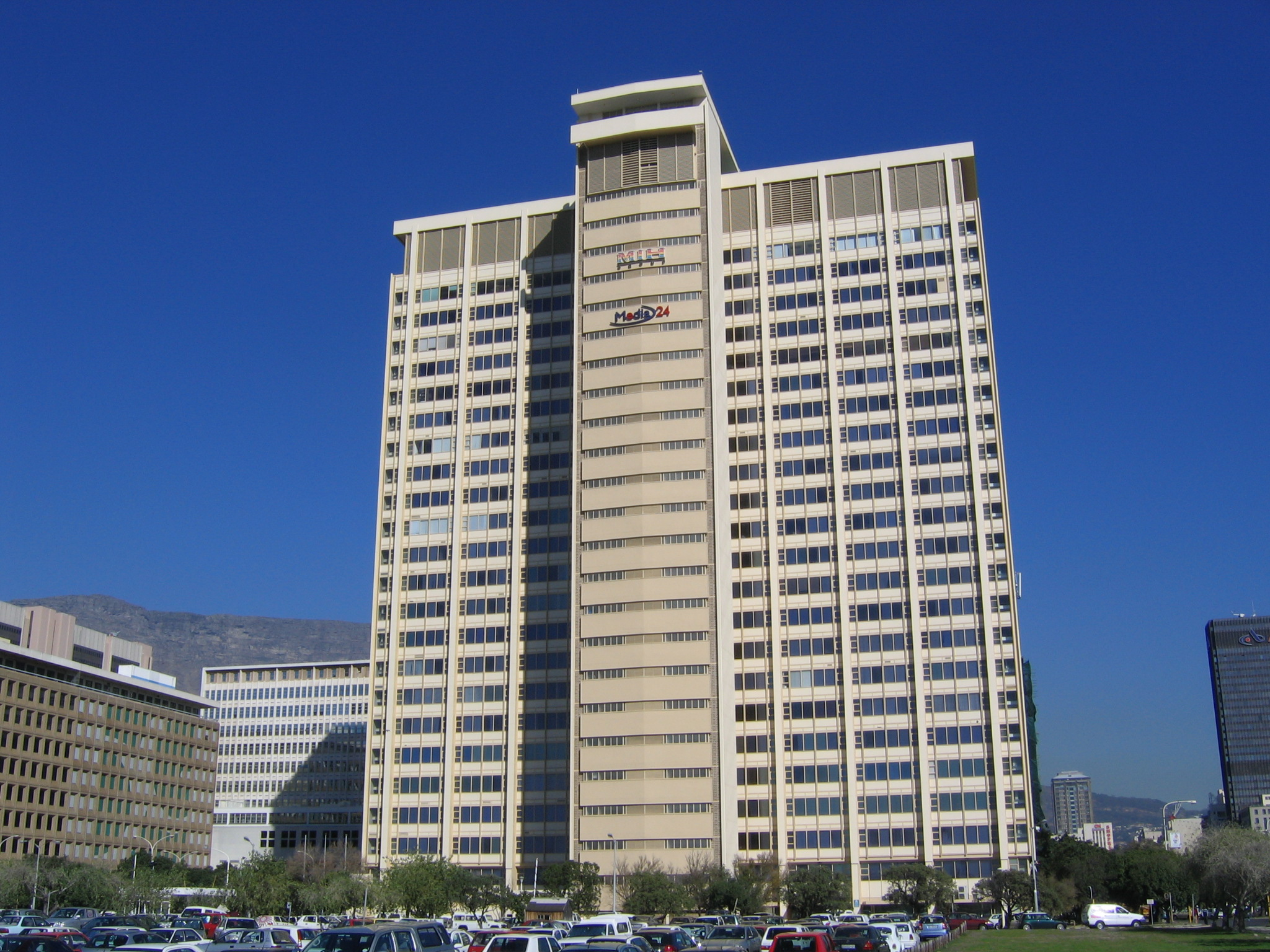
位於开普敦的Naspers大厦 CBD

Naspers于1915年以De Nationale Pers Beperkt（National Press Ltd）的名义成立，作为出版商和报刊杂志的印刷商。一群著名的南非荷兰人于1914年12月决定在斯泰伦博斯举行会议，组建一家支持南非荷兰民族主义的出版公司。:290它由著名的佛得角律师W. A. Hofmeyr创立。杰出的斯泰伦博斯农民Jannie Marais购买了新公司20,000英镑1股股票的四分之一。:290Naspers于1915年6月首次发布了南非荷兰语日常De Burger（后来更名为Die Burger），随后是第一个杂志De Huisgenoot（后来的Die Huisgenoot）于1916年。
1918年，该公司在其投资组合中增加了图书出版，使其成为当时非洲最重要的媒体中心之一。1985年，该公司在该地区推出了首个付费电视系统M-Net，标志着该公司从发行商发展成为媒体公司。

### 上市公司
自1994年以来，该公司一直在南非约翰内斯堡证券交易所上市，并在过去几年中被列入十大指数的一部分。他们还有一级美国存托凭证计划（ADR计划）在伦敦证券交易所（LSE）上市，并以场外交易（OTC）为基础进行交易。国际投资者约占其股东总数的50％。
Nasionale Pers在1998年正式更名为目前使用的'Naspers'。
Naspers在腾讯的投资大幅提升了納斯帕斯股票价格，自2010年以来股价上涨了96％，主要是由于腾讯股价上涨了9％。该公司是非洲最有价值的公开交易业务（2017年8月），市值为930亿美元。国际媒体集团納斯帕斯旗下子公司米拉德國際控股集團（Myriad International Holdings）拥有Digital Sky Technologies（DST）28.7％的股份，这家俄罗斯公司主要投资Facebook，Groupon和Zynga等著名互联网公司。中国的腾讯也在DST中进行了战略投资（达3亿美元），其中31％的腾讯由納斯帕斯所有。
2014年3月，Souq.com从納斯帕斯筹集了7500万美元。据彭博社汇编的数据显示，2017年5月和9月，超过两轮，納斯帕斯向德国的Delivery Hero AG投入了10.5亿欧元（12亿美元），仅今年就参与了14笔交易，价值19.4亿美元。
2018年3月23日，騰訊大股東納斯帕斯以每股405港元配售1.8999783億股，佔已發行股本約2%，涉及資金769.4億元，配售完成後，大股東Naspers持倉由33.17%減至31.17%，仍為騰訊的控股股東。截至2018年3月減持中國互聯網巨企腾讯股權前，納斯帕斯所持腾讯股權的價值（以當時市價計）較納斯帕斯當時市值更高。
2016年12月10日，Delievery Hero將以發行新股方式收購Rocket Internet旗下的Foodpanda，收購后Rocket Internet將持有DeliveryHero持有37.7%股份。
2018年12月21日，荷蘭Takeaway.com以9.3億歐元（約合11億美元）包括5.08億歐元現金和支付950萬股Takeaway股票相當於18%股份，價值4.22億歐元， 收購纳斯帕斯旗下Delievery Hero在德國所有的運營業務，包括Lieferheld、Pizza.de和foodora等品牌，它們將被合併到Takeaway.com的Lieferando.de品牌旗下。
2019年3月25日，騰訊最大股東納斯帕斯將分拆包括持有31.17%股權的騰訊，俄羅斯企業Mail.Ru、德國外賣公司Delivery Hero、電商網站OLX、印度外賣公司Swiggy、美國線上交易平台Letgo、等海外互聯網業務成一家新公司Prosus，並於荷蘭阿姆斯特丹泛歐交易所和約翰內斯堡證券交易所上市，納斯帕斯將持有新公司的73%股份，其餘27%為流動股份，新公司市值將高達1400億美元，成為歐洲最大的互聯網公司。
2019年4月10日，納斯帕斯旗下OLX集團以0.56億美元投資Carousell（旋轉拍賣）約10%股權，同時Carousell還將收購OLX集團的菲律賓業務 (OLX Philippines)。
2019年4月26日，携程和納斯帕斯達成協議，携程將發行新股，交換納斯帕斯所持有的印度最大在線旅行公司MakeMyTrip股票，交易完成，納斯帕斯將持有携程約5.6％股權，携程和第三方基金将持有MakeMyTrip的普通股和B类普通股，分别占MakeMyTrip总投票权的49.0％和4.0％。
2019年7月5日，納斯帕斯旗下支付和金融科技業務公司PayU收購東南亞網上支付解決方案供應商Red Dot Payment（簡稱「RDP」）的多數股權。
2019年9月11日，普魯斯（Prosus）在阿姆斯特丹泛歐交易所上市，每股參考價58.7歐元，發行16.2億股，股份首日收市報74.72歐元，較上市參考價高出27.29%，市值1214億歐元，並在南非約翰內斯堡證券交易所第二次上市。
2019年12月12日，Delivery Hero以40億美元（312億港元）收購南韓同業Woowa Brothers，Delivery Hero將取得Woowa Brothers 87%股權，其他由原公司包括創辦人等資深管理階層持有的13%股權則將轉換成Delivery Hero的股權。

## 种族隔离的参与
建立納斯帕斯的最初原因是在盎格鲁布尔战争破坏后为贫穷的南非荷兰国家赋权。因此它也支持国民党。南非的国民党是第一个成立种族隔离组织。虽然納斯帕斯最初支持国民党，但它后来通过改革新闻为转型和“新”南非奠定了基础。

## 批评
2017年5月26日，Naspers子公司DStv承认执行价格并违反“竞争法”。在与竞争委员会达成的协议中，该实体同意向经济发展基金支付R2200万美元的罚款和800万兰特。该委员会发现，这些做法限制了竞争公司之间的竞争，因为它们并未独立确定价格。

## 品牌和子公司
Naspers拥有的主要品牌包括：
- 互联网媒体：ibibo，Multiply，OLX，Buscapé，PayU，Movile，SimilarWeb，Avito [20][21]
- 电视媒体：MultiChoice，SuperSport，DStv，MNet，Showmax
- 互联网提供商：MWEB
- 印刷媒体：Media24

它还在上市的综合社交网络平台腾讯（SEHK 0700）和Mail.ru（LSE：MAIL）上进行少数投资。

## 外部連結
- 官方网站
- QXL Auksjon Norge AS （页面存档备份，存于）
- 纳斯帕斯在OpenCorporates上的群組